# 朝阳镇 (安岳县)
朝阳镇，原为朝阳乡，是中华人民共和国四川省资阳市安岳县下辖的一个乡镇级行政单位。2019年12月，撤销大埝乡，将其所属行政区域划归朝阳镇管辖。

## 行政区划
朝阳镇下辖以下地区：
毛店村、八角村、双岔村、桂花村、古井村、红门村、涌泉村、红渠村、龙庙村和虹桥村。